# Orhippos de Mégare
Orhippos de Mégare ou Orsippos de Mégare (grec ancien : Ὄριππος Μεγαρεὺς / Ὄρσιππος Μεγαρεὺς) est un vainqueur olympique originaire de la cité de Mégare.
Il remporta la course à pied du stadion d'une longueur d'un stade (environ 192 m) lors des 15e Jeux olympiques, en 720 av. J.-C.
Selon Pausanias, Orhippos de Mégare aurait été le premier vainqueur à courir nu, par accident. Son pagne serait tombé durant la course. Comme le vainqueur olympique était l'athlète favorisé par les dieux, la réflexion a alors été que les dieux avaient choisi l'athlète nu, ce qui devait leur plaire plus. Les autres athlètes auraient alors décidé de courir eux aussi nus. Plus prosaïquement, courir nu limitait les entraves : les athlètes auraient alors choisi de courir nus, à l'exemple d'Orhippos, pour des raisons purement pratiques,. D'autres sources suggèrent que le premier à courir nu aurait été (lors des mêmes Jeux olympiques) Acanthos de Sparte, vainqueur du dolichos (course de fond de plusieurs stades).
D'autres traditions font d'Orhippos un Spartiate qui aurait couru en 724 ou en 652 av. J.-C.. Il n'aurait pas couru nu lui-même, mais aurait été à l'origine de cette pratique : lors d'une course à Athènes, il aurait perdu son pagne, s'y serait pris les pieds et serait tombé. Il aurait été tué dans sa chute.
On lui attribue aussi la reconquête du territoire mégaride occupé par Corinthe.
Orhippos de Mégare fut enterré à côté de Corèbe d'Élis,.

## Sources
- Eusèbe de Césarée, Chronique, Livre I, 70-82. Lire en ligne.
- (en) Paul Christesen, Olympic Victor Lists and Ancient Greek History, New York, Cambridge University Press, 2007, 580 p. (ISBN 978-0-521-86634-7).
- (en) Mark Golden, Sport in the Ancient World from A to Z, Londres, Routledge, 2004, 184 p. (ISBN 0-415-24881-7).
- (en) David Matz, Greek and Roman Sport : A Dictionnary of Athletes and Events from the Eighth Century B. C. to the Third Century A. D., Jefferson et Londres, McFarland & Company, 1991, 169 p. (ISBN 0-89950-558-9).
- (it) Luigi Moretti, « Olympionikai, i vincitori negli antichi agoni olimpici », Atti della Accademia Nazionale dei Lincei, vol. VIII,‎ 1959, p. 55-199.
- Pausanias, Description de la Grèce [détail des éditions] [lire en ligne].